# Sárvári Diána
Sárvári Diána (Pécs, 1976. december 21. –) magyar színésznő.

## Életpályája
Gyerekkorában  balettra járt, majd a Pécsi Művészeti Gimnáziumban táncművészeti szakon érettségizett. Táncosként a Pécsi Nemzeti Színházban szerepelt. Színészként a Gór Nagy Mária Színitanodában végzett és az ELTE Bárczi Gusztáv Gyógypedagógiai Karán folytatott felsőfokú tanulmányokat.
Színészi pályája 1999-ben fa Veszprémi Petőfi Színházban indult, 2001-től a Soproni Petőfi Színházhoz szerződött. 2002-től a szolnoki Szigligeti Színház társulatának tagja.

## Fontosabb színházi szerepei
- William Shakespeare: Szentivánéji álom... Heléna
- William Shakespeare: A makrancos hölgy... Özvegy
- William Shakespeare: Macbeth... Harmadik boszorkány; Harmadik gyilkos
- William Shakespeare: Lóvá tett lovagok... Mária
- Molière: Úrhatnám polgár... Nicoli, szolgáló
- Carlo Goldoni: Két úr szolgája... Beatrice
- Szophoklész: Antigoné... Iszméné
- Marcel Proust – Harold Pinter: Az eltűnt idő nyomában... Vinteuil kisasszony
- Bertolt Brecht: A szecsuáni jólélek... Sógornő
- Edward Albee: Nem félünk a farkastól... Honey
- Friedrich Dürrenmatt: Az öreg hölgy látogatása... szereplő
- Friedrich Dürrenmatt: Fizikusok... Lina Rose
- Arthur Miller: A salemi boszorkányok... Betty Paris
- Jean-Paul Sartre: Zárt tárgyalás... Estelle
- Anton Pavlovics Csehov: Cseresznyéskert... Dunyasa
- Lev Nyikolajevics Tolsztoj: Legenda a lóról... szereplő
- Georges Feydeau: Bolha a fülbe... Antoinette
- Georges Feydeau: A női szabó... Pomponette
- Pierre Barillet – Jean Pierre Grédy: A kaktusz virága... Botticelli “Tavasza”
- Thornton Wilder: Hello, Dolly!... Ernestina
- William Somerset Maugham – Verebes István: Színház... Joan Denver
- Alfred Jarry: Übü... szabad polgár; nemes; pfinánc; bíra
- Ken Kesey – Dale Wasserman: Kakukkfészek...  Sandra
- Neil Simon: Furcsa pár... Cecily
- Peter Shaffer: Black Comedy... Clea
- Giulio Scarnacci – Renzo Tarabus: Kaviár és lencse... Grófnő
- Harvey Fierstein – Jean Poiret: Örült nők ketrece... Anne
- Robert Harling: Szépségszalon... Anelle
- Hadar Galron: Mikve... Tehila
- Urs Widmer: Top Dogs (Nagykutyák)... Jenkins
- Igor Bauersima: Öngyilkos chat... Júlia
- Nell Dunn: Gőzben... Jane
- Robert Thomas: Nyolc nő... Louise
- Ingmar Bergman: Őszi szonáta... Helena
- Noël Coward: Vidám kísértet... Edith
- Franz Arnold – Ernst Bach: Apa csak egy van?... Doris
- Szigligeti Ede: Liliomfi... Mariska
- Madách Imre: Az ember tragédiája... szereplő
- Szép Ernő: Patika... Sylvia
- Heltai Jenő: A Tündérlaki lányok... Sári
- Heltai Jenő: A néma levente... Monna Mea
- Heltai Jenő: Naftalin... Milka
- Molnár Ferenc: Delila... Ilonka
- Herczeg Ferenc: Déryné ifjasszony... Titánia
- Hunyady Sándor: Feketeszárú cseresznye... Danica
- Hunyady Sándor: A három sárkány... Nusi, szobalány
- Hunyady Sándor – Makk Károly – Bacsó Péter – Tasnádi István – Németh Zoltán: A vöröslámpás ház... Tekla
- Zilahy Lajos: Házasságszédelgő... Színésznő
- Rejtő Jenő: Vesztegzár a Grand Hotelben... Odette Defleur, belga direktrisz
- Gyurkovics Tibor: Isten nem szerencsejátékos... Fetter Valéria
- Szakonyi Károly: Adáshiba... Saci
- Móricz Zsigmond – Kocsák Tibor – Miklós Tibor: Légy jó mindhalálig... Trafikos
- Abay Pál: Ne szójatok bele!... Ilcsi
- Szabó Magda: Régimódi történet című... Margit; Charitas nővér
- Závada Pál: A Diófák tere avagy Szólj anyádnak, jöjjön ki!... Enci
- Nógrádi Gábor – Koltai Róbert: Sose halunk meg... Évike; Emőke; Mici néni; Hangosbeszélő; Kurva; Betmen
- Mészáros István: Szarkaláb... Kék denevér II.
- Csukás István: Süsü, a sárkány... Királylány
- Csukás István – Darvas Ferenc: Ágacska... Pösze egér; Manci kacsa; Lepke
- Kiss József: Szenzációóó! Csinn-bum Cirkusz... Diána
- Federico Fellini – Kiss József: Országúton... Nővér
- Graham Chapman – John Cleese – Terry Gilliam – Eric Idle – Terry Jones – Michael Palin: Gyalog galopp... Boszorkány; Nyalóka; III. Ni lovag
- David Yazbek: Alul semmi... Joanie Lish, Pam és Georgie másik barátnője
- Tasnádi István – Fenyő Miklós: Made in Hungária... Hella
- Dan Goggin: Apácák: Mária Lea nővér; Lea, novícia
- Andrew Lloyd Webber – Tim Rice: Jézus Krisztus szupersztár... szereplő
- Joe Kander – Fred Ebb: Cabaret... Rosie
- Terry Jones – Matuz János: Erik, a viking... Utta; atlantiszi vokál
- Asztalos István – Kovács Attila: István... szereplő
- Hubay Miklós – Ránki György – Vas István: Egy szerelem három éjszakája... Múzsa
- Déry Tibor – Pós Sándor – Presser Gábor – Adamis Anna: Képzelt riport egy amerikai popfesztiválról... Juana; Kígyó
- Rudyard Kipling – Békés Pál – Dés László – Geszti Péter: A dzsungel könyve... majom
- Ábrahám Pál: Bál a Savoyban... Lili
- Kálmán Imre: Zsuzsi kisasszony... Szobalány
- Szirmai Albert – Bakonyi Károly – Gábor Andor: Mágnás Miska... Anasztázia
- Somogyi Gyula – Eisemann Mihály – Zágon István: Fekete Péter... Marie
- David Seidler: A király beszéde... Erzsébet, yorki hercegné

## Filmek, tv
- Família Kft. (sorozat, 1989–1999)... Hédi / Lány
- Barátok közt (2001)
- Szégyen (2010)... Zsazsa

## Díszletterve
- Georges Feydeau: A női szabó